# Final de la Copa de Oro de la Concacaf 1996

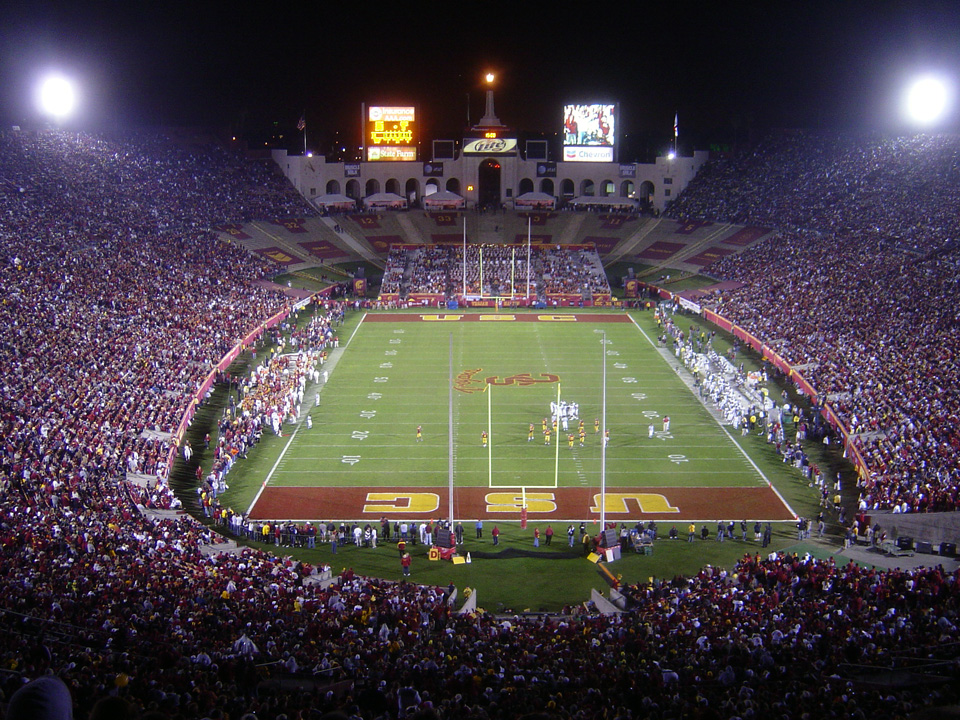
El Los Angeles Memorial Coliseum fue la sede de la final del torneo.

La final de la Copa de Oro de la Concacaf de 1996 se disputó en el Los Angeles Memorial Coliseum el 21 de enero de 1996. Los equipos que llegaron al encuentro decisivo fueron la selección de México y la selección de Brasil que disputó el torneo como equipo invitado. Esta fue la segunda final consecutiva de México por el título de la Concacaf. En la versión anterior realizada en 1993 obtuvieron el campeonato luego de ganar por 4 a 0 a Estados Unidos.

## Enfrentamiento
| Bandera de Brasil | vs. | Bandera de México |
| Brasil 0          | vs. | México 2          |
| ----------------- | --- | ----------------- |

## Camino a la final
| Equipo   | Pts. | PJ | PG | PE | PP | GF | GC | Dif |
| -------- | ---- | -- | -- | -- | -- | -- | -- | --- |
| Brasil   | 6    | 2  | 2  | 0  | 0  | 9  | 1  | 8   |
| Canadá   | 3    | 2  | 0  | 1  | 1  | 4  | 5  | -1  |
| Honduras | 0    | 2  | 0  | 0  | 2  | 1  | 8  | -7  |

| Equipo                       | Pts. | PJ | PG | PE | PP | GF | GC | Dif |
| ---------------------------- | ---- | -- | -- | -- | -- | -- | -- | --- |
| México                       | 6    | 2  | 2  | 0  | 0  | 6  | 0  | 6   |
| Guatemala                    | 3    | 2  | 1  | 0  | 1  | 3  | 1  | 2   |
| San Vicente y las Granadinas | 0    | 2  | 0  | 0  | 2  | 0  | 8  | -8  |

## Partido
| 12         | Guardameta     | Dida               |     |
| 2          | Defensa        | Zé María           |     |
| 4          | Defensa        | Narciso            |     |
| 6          | Defensa        | André Luiz Moreira |     |
| 13         | Defensa        | Carlinhos Paulista |     |
| 5          | Centrocampista | Flavio Conceição   |     |
| 8          | Centrocampista | Amaral             |     |
| 10         | Centrocampista | Arílson            | 68' |
| 7          | Delantero      | Caio               |     |
| 11         | Delantero      | Sávio Bortolini    |     |
| 18         | Delantero      | Paulo Jamelli      | 64' |
| Entrenador | Entrenador     | Mário Zagallo      |     |

| 19         | Guardameta     | Jorge Campos        |     |
| 2          | Defensa        | Claudio Suárez      |     |
| 5          | Defensa        | Duilio Davino       |     |
| 17         | Defensa        | Germán Villa        |     |
| 21         | Defensa        | Raúl Gutiérrez      |     |
| 6          | Centrocampista | Raúl Lara           |     |
| 7          | Centrocampista | Ramón Ramírez       |     |
| 8          | Centrocampista | Alberto Garcia Aspe |     |
| 14         | Centrocampista | Joaquín del Olmo    | 90' |
| 10         | Delantero      | Luis García Postigo |     |
| 15         | Delantero      | Cuauhtémoc Blanco   | 82' |
| Entrenador | Entrenador     | Bora Milutinović    |     |

| 20 | Delantero      | Leandro Machado | 64' |
| 16 | Centrocampista | Zé Elias        | 68' |

| 11 | Delantero | Luis Hernández | 82' |
| 9  | Delantero | Ricardo Peláez | 90' |

| Anotado | 54' | Luis García Postigo | 0-1 |
| Anotado | 75' | Cuauhtémoc Blanco   | 0-2 |

| Amonestado | 20' | Arílson            |
| Amonestado | 37' | Amaral             |
| Amonestado | 80' | Carlinhos Paulista |

| Amonestado | 20' | Alberto Garcia Aspe |
| Amonestado | 22' | Cuauhtémoc Blanco   |
| Amonestado | 35' | Raúl Gutiérrez      |
| Amonestado | 73' | Raúl Lara           |

| Expulsado | 80' | André Luiz Moreira |

| Árbitro | Ramesh Ramdhan |

| 12         | Guardameta     | Dida               |     |
| 2          | Defensa        | Zé María           |     |
| 4          | Defensa        | Narciso            |     |
| 6          | Defensa        | André Luiz Moreira |     |
| 13         | Defensa        | Carlinhos Paulista |     |
| 5          | Centrocampista | Flavio Conceição   |     |
| 8          | Centrocampista | Amaral             |     |
| 10         | Centrocampista | Arílson            | 68' |
| 7          | Delantero      | Caio               |     |
| 11         | Delantero      | Sávio Bortolini    |     |
| 18         | Delantero      | Paulo Jamelli      | 64' |
| Entrenador | Entrenador     | Mário Zagallo      |     |

| 19         | Guardameta     | Jorge Campos        |     |
| 2          | Defensa        | Claudio Suárez      |     |
| 5          | Defensa        | Duilio Davino       |     |
| 17         | Defensa        | Germán Villa        |     |
| 21         | Defensa        | Raúl Gutiérrez      |     |
| 6          | Centrocampista | Raúl Lara           |     |
| 7          | Centrocampista | Ramón Ramírez       |     |
| 8          | Centrocampista | Alberto Garcia Aspe |     |
| 14         | Centrocampista | Joaquín del Olmo    | 90' |
| 10         | Delantero      | Luis García Postigo |     |
| 15         | Delantero      | Cuauhtémoc Blanco   | 82' |
| Entrenador | Entrenador     | Bora Milutinović    |     |

| 20 | Delantero      | Leandro Machado | 64' |
| 16 | Centrocampista | Zé Elias        | 68' |

| 11 | Delantero | Luis Hernández | 82' |
| 9  | Delantero | Ricardo Peláez | 90' |

| Anotado | 54' | Luis García Postigo | 0-1 |
| Anotado | 75' | Cuauhtémoc Blanco   | 0-2 |

| Amonestado | 20' | Arílson            |
| Amonestado | 37' | Amaral             |
| Amonestado | 80' | Carlinhos Paulista |

| Amonestado | 20' | Alberto Garcia Aspe |
| Amonestado | 22' | Cuauhtémoc Blanco   |
| Amonestado | 35' | Raúl Gutiérrez      |
| Amonestado | 73' | Raúl Lara           |

| Expulsado | 80' | André Luiz Moreira |

| Árbitro | Ramesh Ramdhan |

|                   |
| Bandera de México |
| Campeón México    |
| 5.to título       |